# Маракон
Маракон (фр. Maracon) — громада  в Швейцарії в кантоні Во, округ Лаво-Орон.

## Географія
Громада розташована на відстані близько 65 км на південний захід від Берна, 19 км на схід від Лозанни.
Маракон має площу 4,4 км², з яких на 6,1% дозволяється будівництво (житлове та будівництво доріг), 67,3% використовуються в сільськогосподарських цілях, 22,7% зайнято лісами, 3,8% не є продуктивними (річки, льодовики або гори).

## Демографія
2019 року в громаді мешкало 538 осіб (+18,2% порівняно з 2010 роком), іноземців було 13,8%. Густота населення становила 123 осіб/км².
За віковим діапазоном населення розподілялося таким чином: 25,7% — особи молодші 20 років, 61,7% — особи у віці 20—64 років, 12,6% — особи у віці 65 років та старші. Було 227 помешкань (у середньому 2,4 особи в помешканні).
Із загальної кількості 115 працюючих 52 було зайнятих в первинному секторі, 28 — в обробній промисловості, 35 — в галузі послуг.